# Игнатьева, Мария Емельяновна
Игнатьева Мария Емельяновна (1909 — ?) — звеньевая виноградарского совхоза им. Карла Маркса Министерства пищевой промышленности СССР Дербентского района Дагестанской АССР. Герой Социалистического Труда (1948).

## Биография
Родилась в 1909 году в ныне Волгоградской области в крестьянской семье. Трудовую деятельность начала в совхозе им. Карла Маркса Дербентского района Дагестана и всю жизнь посвятила выращиванию винограда. 
По итогам работы в 1947 году её звеном был получен урожай винограда 193,4 центнера с гектара на площади 3 гектара поливных виноградников. Указом Президиума Верховного Совета СССР от 5 октября 1949 года за получение высоких урожаев винограда в 1948 году звеньевая Игнатьева Мария Емельяновна удостоена звания Героя Социалистического Труда с вручением ордена Ленина и золотой медали «Серп и Молот». 
По итогам работы в 1949 году, когда её звено собрало урожай винограда 162,5 центнера с гектара на площади 3,5 гектара, М.Е. Игнатьева была награждена вторым орденом Ленина.